# 이확
이확(李廓, 1590년 ~ 1665년)은 조선의 무신이다. 자는 여랑, 본관은 전주이다. 3세 때 임진왜란으로 아버지를 여의었고, 장성하여 키가 8척이나 되었으며 힘이 장사였다. 광해군 때 이항복의 권유로 무과에 응시하여 급제하였다. 그 후 선전관을 거쳐 수성 도찰방이 되었다. 1623년 이귀 등과 함께 인조반정에 가담하여 성공시킴으로써 평산 부사가 되었다. 이 해 부총관으로 금나라에 갔다가, 조선을 속국으로 취급한 금나라의 국서를 받아온 죄로 선천에 유배되었다. 병자호란이 일어나자 남한산성에 들어가 항전하였으며, 화의가 성립된 후 총관·충청도 병마절도사를 거쳐 삼도 수군통제사가 되었다. 죽은 후 병조판서에 추증되었다.